# Département Ourthe

Landkarte der Départements in der heutigen Benelux-Region

Das Département de l’Ourthe (deutsch Departement der Ourthe) war ein von 1795 bis 1814 zum französischen Staat gehörendes Département, das hauptsächlich auf dem Gebiet der heutigen Provinz Lüttich in Belgien lag. Einzelne Orte gehören heute zu Deutschland. Benannt war es nach dem Fluss Ourthe (deutsch Urt).

## Geschichte
Es bestand aus Teilen des ehemaligen Hochstifts Lüttich, der südlichen Hesbaye (Nordwesten der heutigen Provinz Lüttich), dem überwiegenden Teil des ehemaligen Herzogtums Limburg, der Abteiherrschaft Stablo-Malmedy, des Nordrands vom Herzogtum Luxemburg sowie der Länder von Landen und Hannut.
Am 9. Vendémiaire des Jahres IV der Republik (1. Oktober 1795) wurde das Gebiet auf der Grundlage des „Gesetzes über die Vereinigung Belgiens und des Lütticher Landes mit der Republik“ von Frankreich annektiert, was durch die Verträge von Campo Formio (1797) und Lunéville (1801) völkerrechtlich bestätigt wurde.
Das Gebiet wurde entsprechend der in Frankreich neu eingeführten Verwaltungsgliederung in neun Departements eingeteilt, welche in Arrondissements, Kantone und Gemeinden untergliedert wurden. Die Kantone waren zugleich Friedensgerichtsbezirke.
Nach der Niederlage Napoleons in der Völkerschlacht bei Leipzig (1813) und dem Rückzug der Franzosen (1814) kam der größte Teil der Region aufgrund der auf dem Wiener Kongress (1815) getroffenen Vereinbarungen zunächst an das Königreich der Vereinigten Niederlande und bei dessen Teilung 1830 an das Königreich Belgien. Die Kantone Eupen, Kronenburg, Malmedy, Sankt Vith und Schleiden sowie ein Teil des Kantons Aubel aus dem Arrondissement Malmedy wurden Preußen zugeteilt. 1920 wurde das Gebiet mit Ausnahme von Schleiden und einigen umliegenden Ortschaften an Belgien abgetreten.
Die heute in Deutschland liegenden Orte sind: Kronenburg (nun Ortsteil von Dahlem), Schleiden, Hallschlag, Ormont, Scheid und die Enklave in der Eifel Schüller, Steffeln und Dohm.

## Gliederung
Hauptort (chef-lieu) des Departements bzw. Sitz der Präfektur war die Stadt Lüttich. Die Präfektur befand sich im Gebäude des Hôtel de Hayme de Bomal (Féronstrée 122). Das Département war in drei Arrondissements, 27 Kantone und 383 Gemeinden unterteilt:
| Arrondissement  | Hauptorte der Kantone, Sitz der Friedensgerichte                                                                |
| --------------- | --- |
| Lüttich (Liége) | Dalhem, Fléron, Glons, Herve, Hollogne-aux-Pierres, Louveigné, Lüttich (4 Kantone), Seraing, Waremme            |
| Huy             | Avennes, Bodegnée, Ferrières, Héron, Huy, Landen, Nandrin                                                       |
| Malmedy         | Aubel, Eupen, Cronenbourg, Limbourg, Malmedy, Sankt Vith, Schleiden, Spa bzw. Theux, Stablo, Verviers, Vielsalm |

Das Departement hatte eine Fläche von 4.357,54 Quadratkilometern und im Jahr 1812 insgesamt 352.246 Einwohner.